# Signau
Signau é uma comuna da Suíça, situada no distrito administrativo de Emmental, no cantão de Berna. Tem 22,1 km² de área e sua população em 2018 foi estimada em 2.659 habitantes.